# Шкало
Шкало — пластинка, прикрепляемая к нижней мачте парусных судов, строящихся из дерева.
Конструкция нижней мачты исторически была составной, причем части её скреплялись бугелями (железными кольцами), насаживаемыми в нагретом состоянии. Для того чтобы рей, спускаясь вниз по мачте, не задевал эти бугели и не задирался бы, на мачте с передней стороны прикреплялась гвоздями или ершами пластинка, нарезанная на бугели.
Современные мачты обычно делаются из стали, с гладкой поверхностью, не требующей уже каких-либо наделок.